# Carme Garcia Padrosa
Carme Garcia Padrosa (Barcelona, 1915 - 2015) va ser una va ser una fotògrafa catalana, que signava les seves obres amb el nom de Carme Garcia de Ferrando. Va estar en actiu des del 1935 al 1987. Establerta a Barcelona, fou una apassionada de la fotografia i enquadernadora de professió. Considerada per la crítica com una artista polivalent i subjectivista, tenia un estil molt personal que sempre anava acompanyat d'un fort component polític i crític vers els temes que tractava.
La seva obra va des dels retrats femenins fins a temes socials estrictament vinculats amb els esdeveniments polítics del moment, incloent els paisatges humans i industrials d'una Barcelona que als anys 60 començava a manifestar canvis, la temática esportiva, el reportatge i les problemàtiques amb l'heroina que als anys 80 entrà a Barcelona.

## Biografia i context
Es va començar a formar l’any 1923 arran d’un anunci al diari sobre l'inici d’unes classes de fotografia que tindrien lloc a un nou local ubicat al carrer de Sant Pere Més Baix, 7 (Barcelona). Al principi combinava els cursos amb la seva feina a un taller d'enquadernació. En aquell moment no podia formar-se de forma íntegra en el que seria la seva futura professió, ja que, per qüestions de necessitat familiar, no podia deixar la feina.
Les seves primeres fotografies daten dels anys 30, amb una Baby Kodak que ella mateixa va adquirir per 16 pessetes. Aquestes primeres fotografies ja manifesten un component polític de pes considerable, en el moment en què tria esdeveniments de caràcter militant com la manifestació de l'11 de setembre del 1935 o una concorreguda concentració del mateix any a la plaça de Sant Jaume, entre d'altres.
Arribada la postguerra, les expectatives de Garcia de Ferrando quedaran truncades, l'escassetat de diners i aliments farà impossible la compra de materials de revelatge i fotografia, ja que els pocs estalvis estarien destinats a cobrir les necessitats bàsiques. Durant els anys 40, en plena autarquia, la seva activitat va quedar paralitzada atés que havia de dirigir els seus esforços al manteniment de la subsistència familiar.

El 1956, després de la mort de la seva mare l'any 1953, disposarà de temps físic i mental per ocupar-se de desenvolupar la seva vocació mitjançant el primer curs organitzat per l'Agrupació Fotogràfica de Catalunya, dedicat exclusivament a les dones. Arran d’aquest curs, entre d'altres, es crearà el Grup Femení dins l'Agrupació Fotogràfica de Catalunya (la primera exposició es va celebrarà l'any 1959 als locals de l'entitat). Sobre aquest curs ella diria:
Llavors vaig veure l'anunci d'un curs de fotografia per a dones a l'Agrupació Fotogràfica i m'hi vaig apuntar. Vaig pensar que si aprenia a revelar fotos a casa estalviaria diners i en podria fer més
A l'Agrupació Fotogràfica coincidirà amb grans mestres com: Salvador Lluch, Català- Roca, Julio Ubiña i Miserachs, i amb el Grup Femení que, tanmateix, neix de l’Agrupació, amb companyes de renom com: Milagros Caturla, C. Beneseit, Josefina Escoda, M. Bartina, M. A Benavent, Lolita Franco, M. Pacheco, Montserrat Vidal Barraquer, Gloria S. de Villavecchia, M. Montserrat de Sant Germán, Rosa Szücs, C. Català i Concepción Masana, entre d'altres.
Carme Garcia no va comptar en cap moment amb el vistiplau del seu marit; fins i tot, tal com expressa a una entrevista, va començar a firmar amb el cognom del seu home per tal de "tenir al marit content". Fixem-nos en el fragment extret de l'entrevista duta a terme per José Maria Marca i Marca, un gran crític de l’època que va contribuir a donar a conèixer l’obra de la nostra artista:
Oí por la radio que la Agrupación Fotográfica de Catalunya organizaba un curso elemental de fotografía para el sexo débil, y sin decir nada a nadie, me inscribí en el curso […] Mis profesores eran el señor Lluch y Ubiño. […] [En mi casa] la carcajada fue general, aun ahora, me parece oírla; les convencí de que sin saber nada de fotografía resultaba cara, y que si terminaba bien el curso, nos resultaría mucho más económica si yo misma podía manipularla
Aquesta entrevista data del 1964, en aquell any Carme Garcia ja disposava del Premi Luis Navarro (entre d'altres) i per tant, d’un reconeixement mitjanament sòlid, sempre, és clar, havent-se d’esforçar més que no pas un home per tal de demostrar el seu talent, ja sigui per mitjà de la constància, la insistència incansable de presentar-se any rere any a la gran diversitat de concursos (tant en l'àmbit nacional com en l'àmbit internacional), però sobretot, cercant la polivalència dins de la disciplina i en cap cas, estancant-se en allò que ja coneixia.

El seu marit, a més, li va prohibir formar-se com a professional. Ella però, va saber vèncer amb resistència i va organitzar les responsabilitats familiars esgarrapant temps d’allà on podia, convertint la cuina en el seu laboratori fotogràfic:
[…] [Mi laboratorio] nace de habilitar una de las dos cocinas de casa, mi piso tiene dos plantas y una la emplee como cuarto para revelarlas.

Abrigo la firme esperanza de que las atareadas amas de casa – que disponen de tan poco tiempo- tengan la oportunidad de comprobar e incluso descubrir este apasionante mundo de la fotografía y que lo que empiece como evasión - tan importante en la vida moderna según recomiendan médicos y psicólogos - acabe por constituir una necesidad que llene las escasas horas de ocio y, lo que es más importante, que se consiga ganar muchas y valiosas compañeras para nuestra causa.
Als anys 50 molts sectors estaven vetats per a les dones, recordem que durant els anys 40 (durant el franquisme) es pretenia excloure tàcitament a les dones del treball remunerat, que, alhora, era imprescindible per a la subsistència. Aquesta exclusió també inclouria aquelles feines més creatives com ho és la fotografia. Enfront aquesta violència institucional i feixista les dones crearan espais de resistència que estaran dirigits a fer dissidència, creant, així, espais on es poguessin desenvolupar discursos heterogenis, en aquest cas, discursos femenins. Així doncs, el Grup de Dones de l'Agrupació Fotogràfica de Catalunya va ser un d’ells.
Carme Garcia és una artista fonamental per entendre el context feixista de l’època, i les estratègies de resistència creades per a les dones. L'agrupació de les dones en col·lectius o grups, va fer possible les sortides conjuntes i, per tant, l'ocupació dels carrers. La professionalització de Carme Garcia va quedar truncada amb la irrupció del franquisme, on a partir d'aquell moment es va quedar reduïda a un hobby i, les fotògrafes van ser definides per a la crítica, a partir d'aquell moment, com a fotògrafes amateurs.

En els seus primer treballs datats als anys 50-60 treballa des de l'espai domèstic. Tanmateix, el seu èxit es consolida a inicis dels anys 60, en gran part per haver guanyat el premi Luis Navarro l’any 1963 (premi que se celebrava de manera anual i on només sortia premiat un o una fotògrafa). El que es valorava del premiat era la concepció avantguardista de la fotografia. La fotografia guardonada va ser Cave Canem, feta des del balcó de casa seva el dia de la Gran Nevada de Nadal:
Al Nadal del 1962 amb la Gran Nevada, em moria per sortir amb la càmera al carrer però tenia a tota la família a casa i no podia, llavors vaig fer una foto des del balcó, la qual va guanyar el premi per la seva concepció moderna.

## Rostres i Espais
Carme Garcia retratava a les veïnes de l'edifici i les barraques de Montjuïc. Retrats i drames humans encarats sempre des d'una visió respectuosa. Quan parlem de dones artistes, és habitual veure el tractament de temes de caràcter més humà. Com a dones entenen i comprenen les dificultats que sovint la societat disposa sobre els cossos que ressonen des dels marges, atès que els femenins també en formen part. D'aquesta manera, dona veu a les velles, a les gitanes del mercat, als nens i als obrers. També crea espais de resistència mitjançant la concessió d'una veu sòbria i en blanc i negre, que parla sobre vides i realitats distòpiques que, de forma inevitable, citen quelcom del present. Interpel·la amb contrapicats i estratègies fotogràfiques diverses, per tal d'atorgar un sentiment o altre a aquell rostre o aquell cos, que s'obria en una cuina de confecció improvisada, escenari on es revelaven aquests trossos de realitat.
És necessari esmentar la importància dels espais i el caràcter ambivalent d’aquests en els primers treballs de Carme Garcia, ja que, d’alguna manera, les seves fotografies trenquen amb la dicotomia interior/ exterior: espai públic/ espai privat. Carme Garcia juga constantment a dissidir aquests binomis estàtics sobre els quals sembla sustentar-se la realitat i la política. Des del terrat de casa seva, al carrer d’Avinyó 48, captava els moviments humans dels carrers de Barcelona, les manifestacions vers una Espanya feixista i l'ensopiment amb l’heroïna que va arribar als barris de la Barcelona dels anys 80.

La política, però, també es cou a casa, als interiors, és a dir, a les dinàmiques del domicili, en la segregació per sexes; la divisió de les tasques de la llar, en l'assignació sistemàtica d'unes responsabilitats que, tanmateix, impedeixen, i fins i tot neguen, per autoritat directa, el desenvolupament personal d’aquestes (tal com a ella li passà amb la fotografia, ja que va haver de fer malabars per combinar responsabilitats familiars amb la seva professionalització). A la terrassa, no només s'estenia la roba i es feia veïnatge, sinó que també podia ser un lloc que connectés amb la urbanitat que, en realitat, a les dones els era coartada. Tal com expressà Noèlia Pérez al darrer cicle de conferències Fotografia i gènere:
Las mujeres iban juntas, en grupo, quedaban para hacer fotografías. De esta manera no se sentían tan intimidadas por miradas ajenas.
 Des de la crítica, s'ha anomenat, sovint, a la Carme com a la “fotògrafa dels terrats”, una expressió que redueix la seva basta trajectòria a un fet anecdòtic, ja que tal com ella expressa en una entrevista, "em moria per sortir amb la càmera al carrer però tenia a tota la família a casa i no podia, llavors vaig fer una foto des del balcó, la qual va guanyar el premi per la seva concepció moderna" En segons quines crítiques, com per exemple la que li fa Pedro Barrachina al 1972, apareix la referència de “la nueva Margaret Cameron”. El mateix va passar amb Milagros Caturla, quan se l’anomena “la Vivian Maier espanyola”. D’alguna manera i, tal com detecta i comenta la mateixa Noelia Pèrez a les conferències de Fotografia i gènere "Catalunya sempre ha mirat cap a Europa", això ha provocat una invisibilització dels discursos nacionals a favor dels discursos internacionals, que n'ha fet de moltes de les nostres pioneres, perfectes desconegudes.
Des del terrat baixarà als pisos veïns i entrarà als domicilis de les veïnes, on fotografiarà la quotidianitat de les dones:
Intensa i dilatada al llarg del temps, la relació de Carme Garcia amb les veïnes i veïns de la comunitat. Insòlites i excepcionals fotografies dels interiors domèstics d'una quotidianitat que ha tingut molt poca o nul·la representació iconogràfica. Dones que cusen, que llegeixen, que planxen, que fan punta al coixí, que cuiden criatures i que miren rodets fotogràfics. No prioritza les unes sobre les altres. Totes ells conviuen a l'espai domèstic.>
En definitiva, els seus retrats -i sobretot aquells retrats femenins-, ocupen un lloc important en la producció fotogràfica de Carme Garcia, com a dona, és conscient del lloc que ocupen els rostres i els cossos femenins, és per això que buscarà noves maneres de representar-los per tal de dissidir els discursos fotogràfics universals i de resposta a un gust masculí. Així doncs, aposta per l'ús del contrapicat per tal de potenciar la força dels rostres, o bé les mostra sumides i concentrades en les seves tasques posant, d'aquesta manera, l’accent en la importància d’aquestes.
Entre els anys 60 i els 70 la seva temàtica comença a ser considerada més polivalent que mai, això vol dir que apareixerà aquest caràcter polític que es manifestà, sempre, indistintament del tema que aparegui. Aquest cop, els protagonistes seran les reformes urbanes, és a dir, els paisatges industrials d'una Barcelona que a mitjans dels anys 60 començava a urbanitzar-se i a ocupar les perifèries, alçant edificis ex novo. Per exemple: Obres de clavegueram al polígon Sud-Oest del Besòs, en construcció 1967 o Murals, barri del Sud-oest del Besòs, 1977. Hi trobem un qüestionament profund sobre les idees de progrés que s'enllacen amb aquesta urbanitat; una voluntat d’apropament i apertura respecte a els barris perifèrics en construcció, que acaben deixant al carrer algunes famílies que hi havien viscut des de sempre.

## Exposicions individuals i col·lectives
- Va començar al 1959 a partir de la primera exposició col·lectiva del Grup de Dones de l'Agrupació Fotogràfica de Catalunya. Un any després l’A.F (Arte Fotográfico) publicava tota una pàgina de les seves obres.
- Garcia de Ferrando farà dues exposicions individuals i diverses de col·lectives. La primera exposició monogràfica va ser al 1967, quan ja venia d'una trajectòria de guanyar diversos premis fotogràfics, essent la seva obra exposada (junt amb altres artistes), al 1966, als salons de Moscou i portada de gira per les principals ciutats de la Unió Soviètica. Així mateix, va comparèixer en diversos mitjans internacionals, com en el diari Pravda (Rússia).
- Al mateix any, després de les exposicions de la URSS, celebra una segona exposició monogràfica a Sitges, al febrer. La mostra aplegava un recull de les fotografies compreses en l’última dècada, aplegades sota la secció Sitges Foto Film. Es destacava el seu domini tècnic i la comunicació directe dels seus discursos. D’igual manera, els destacats matisos, la plasticitat autentica de les fotos i, sobre tot, la capacitat dels seus discursos per fer emergir consciències, que comprometien al públic i a la societat sobre les problemàtiques polítiques actuals que s'hi vivien.
- El 1970 presenta una tercera exposició monogràfica al Museu Municipal de Badalona, amb una setantena de fotografies. Fortet Gay, crític de l’època, li dedica un article de caràcter retrospectiu, destinat a elogiar la tasca de Carme i definint-la com una artista de primera línia:
En muchos aspectos, su fotografía es producto de la observación aguda de las cosas y las figuras; en otros, acepta la improvisación, de la que sabe sacarle el mejor partido. En conjunto, Carmen García presenta el arte de la imagen compuesto correctamente y realizado con buenos conocimientos de la técnica fotográfica, lo cual corresponde al artista por excelencia. […] Un complemento de la exposición son las transparencias en color presentadas por la misma autora […] algunas de sus obras destacan por la composición, otras por el cromatismo, el cual se asemeja al impresionismo holandés.[14]
- Al mateix any l’Agrupació Fotogràfica de Gavà organitzà una exposició col·lectiva de Carme Garcia de Ferrando, Gloria Salas de Villavecchia i Rosa Szücs de Truñó, fotografies exposades a la Biblioteca Pública Municipal sota el lema La mujer y el arte fotográfico.
- El 23 de gener del 1972 té lloc l'exposició del IV PREMIO DE REPORTATGES FOTOGRAFICOS RAMON DIMAS, on la Carme García de Ferrando, amb el reportatge sobre ambient de pescadors, seria premiada pel millor reportatge del saló.
- Fotògrafes pioneres de Catalunya - Palau Robert - desembre 2006 a febrer 2006[15]

## Premis
Els anys 60 van ser anys fructífers, moment en què a més concursos a nivell estatal es va presentar, i també el moment en què més es va donar conèixer.
Va començar a obtenir premis a nivell local, sempre dins dels concursos promoguts per a l'Agrupació Femenina. Al març del 1962 se celebra el IV Concurs de Fotografia Femenina, on la nostre fotògrafa obté el 4t premi.
L'any 1963, a banda del Premio Luis Navarro amb la fotografia Cave Canem, obté el primer premi del V Concurs de Fotografia Femenina, amb la fotografia Campo.
En 1965 obté el tercer premi del VII Concurs de Fotografia de la Secció Femenina amb l’obra Blanco. Fora dels concursos promoguts per a l’associació, el mateix any es presentarà a XXV Concurso Libre de Fotografia, on obté el segon premi amb una fotografia en blanc i negre sota el títol de Grava. El mateix any obté el tercer premi amb l’obra Foc Llunyà, fotografia que prèviament va estar reproduïda en les pàgines centrals del Saló Internacional espanyol de Guadalajara.
Al mateix any, va ser una de les premiades per la Fundación Rodríguez- Acosta, amb 10.000 pessetes a repartir amb l’altre guanyador (Ventura Gordillo). Per aquesta fundació Garcia de Ferrando presentà tres de les seves obres corresponents a: Surtidores, Fuente y Torreon.
L'any 1966 va ser premiada pel Jurat Internacional de Interpress-photo 66 on van ser exposades algunes de les seves obres. El president del jurat, Dratxinkii, li comunica que ha estat visitada, només a Moscou, per més de 500.000 persones, i que es posarà de gira per a les principals ciutats de la Unió Soviètica, reapareixent novament a Moscou.
Al mateix any, te lloc el II Concurs Nacional organitzat per la Secció Femenina del 1966. La Carme Garcia de Ferrando quedà en primer lloc amb la fotografia Cave Canem, obra que anteriorment ja va guanyar el Premi Navarro. Les fotografies presentades al concurs es van exhibir al Palau la Virreina fins al dia 15 d’Abril del mateix any.
El gener del 1967 al Noticiero Universal es publica sota un cèlebre titular el premi del XVII Concurs Nacional Foto Club “Valencia”, on es premiava en primer i segon lloc, respectivament, la foto de tendència actual i la de concepció clàssica respectivament. La Carme guanya el primer premi amb l’obra Descanso en el museu i, el segon, amb la fotografia titulada Pintando en Montmartre.
A l’abril del 1967 té lloc el IX Concurs Femení de Fotografia, organitzat per la Delegació Provincial de la Secció femenina - que era de caràcter nacional- i que se celebrava a la Virreina. En aquest concurs Garcia de Ferrando guanya el 4t premi.
El juliol del 1967, guanya el primer premi de l’Agrupació Fotogràfica Orensana amb l’obra Paisaje Castellano.
Al setembre del 1967 la seva famosa fotografia - guanyadora de dos dels premis anteriors-, Cave Canem va ser escollida per a l’anuari AMATEUR ET CAMERA FIAP, Edició 1967/68, definida com una fotografia de concepció moderna i luxosa.
En 1968 guanyà el segon premi al I Saló Nacional NAICOP. A l’abril del mateix any te lloc el X Concurs Femení de Fotografia, en una de les dependències del Palau de la Virreina, on va quedar en primer lloc. En gènere de retrat, organitzat per El Gra (una secció adscrita al Centre Excursionista) la Carme Garcia queda en primer lloc, i és premiada amb un trofeu i 5.000 pessetes.
El desembre del 1968 te lloc el XI Salon Fiestas Navideñas 1968 Carmen Garcia de Ferrando obté el premi d’honor amb l’obra Paseando en burro.
El febrer de 1969 es llença un article publicat al Noticiero Universal per R. Fortet Gay, qui critica les bases del concurs <<Mare Nostrum>> titllant-les de laxes i poc professionals, per vacuïtat de les fotografies guanyadores. De la Carme, que al 1969 és guanyadora per enèsima vegada, comenta: ‘carece de fuerza persuasiva que hubieramos deseado encontrar y poder enjudicar con mejores adjetivos. No obstante, es una fotografía agradable de contemplar porque en ella, todo son sonrisas'. Afirma que les fotografies no estan en cap cas a l’alçada dels seus respectius autors, i que el problema es la manca de vigor que proporcioni una tria relativa a la professionalitat, l’originalitat i el valor de la fotografia.
Es tracta d’un programa televisat en format de concurs fotogràfic dins de l’àrea regional (Catalunya) que compareix el segon dimarts de cada mes (es celebra mensualment). És un tema, en general, lliure, on la Carme al 1969 aconseguí, aquesta vegada, amb la fotografia Un noi d’avui. Els premis són, en general, material fotogràfic divers, que li permeteren continuar dedicant-se a la fotografia.
L'any 1969 l’obra de la Carme Garcia torna a vacil·lar amb altres temes, aquest cop, amb la fotografia esportiva.
El 28 de setembre de 1969 te lloc el III Trofeu Fermin Borrás on la Carme Garcia de Ferrando quedà en primer lloc. La critica que li fa R. Fortet diu que és una fotografia totalment subjectiva, on s'expressa més la manera de sentir i pensar de l’autora que no pas el del propi subjecte que apareix a la fotografia. La critica sempre ha definit la fotografia de la Carme com a original, de concepció subjectiva i amb una forta “sensibilitat femenina”. A l’octubre del 1969 I Regional del Club de Judo Sant Jordi continua guanyat amb temàtica d’esport.

El 16 d’octubre del 1969 XXX Concurso «Libre», de la A.F.C., Garcia de Ferrando queda com a últim accésit en la classificació amb una de les seves fotografies de temàtica esportiva. El crític José Maria Marca y Marca li dedica un article on l'elogia dient el següent:
[…] Si el arte es una consecuencia de una circunstancia, Carmen García de Ferrando, autora de la foto reproducida, ha sabido agigantar el perfil fotográfico histórico-social de nuestro tiempo, plasmando en su foto el testimonio de lo actual con ironía, con soltura y desparpajo, con indiscutible valentía, calibrando formas e ideas
Sembla ser doncs, que a l'any 1969 dirigeix els seus interessos cap a la fotografia esportiva. El 15 de abril de 1970 Garcia de Ferrando guanya el trofeu Juan Biarnés, de fotografia Esportiva amb un tema de rugby. Es van presentar 154 obres, i la tria - s'informa en la Vanguardia-, va ser complicada per la qualitat de les obres que es presentaven, ja que amb relació a altres anys, aquestes estaven molt per sobre de la qualitat mitja. Va quedar per sobre de 4 fotògrafs que eren tots homes. José Maria Marca y Marca li escriu un article:
[…] Carmen García de Ferrando, una de las primeras y más destacadas figuras fotográficas del país, nos demuestra que su fina sensibilidad sabe veces los obstáculos ante los temas requeridos por dificultades que los mismos reporten, siendo más meritorio su triunfo en una especialidad que el sexo contrario domina.
I en R. Fortet Gay diu el següent:
Esto nos demuestra también, la fina sensibilidad de la autora para captar temas en los que hasta el presente, y casi siempre, eran una especialidad del sexo masculino. Saber vencer el obstáculo del complejo es otro mérito para añadir y que hace más meritorio el triunfo
El mateix any, 1970, se celebra el III SALON NACIONAL DE BELLVITGE, on la Carme obté el quart premi amb el retrat titulat Tú captat amb un punt de vista audaç. També obté la menció honorífica del XVI Trofeu de Luís Navarro amb personalitat subjectiva, amb la seva obra R.I.P. La critica que li fa Fortet Gay es construeix sobre els efectes ambivalents d'una fotografia de concepció molt personal, alhora que objectiva, pel contingut de la temàtica espressada. S'aprecia el fort contingut humà i el dubte entre la vida i la mort:
Son obras de concepción totalmente personal, lo cual permite clasificarlas como una muestra de fotografia subjetiva. Sin embargo, en la obra titulada R.I.P, apreciamos en ella un contenido humano de violento contraste entre la vida y a muerte, a través de la duda. La imagen es subjetiva como resultado de una interpretación personal; por otro lado, es objetiva, por el contenido de su temática. En resumen, una obra de excepcional categoría.
L’agost del mateix any té lloc el XXXII Concurso Libre de Fotografia en la A.F.C. sota el titular: “Carmen García de Ferrando, mujer incomparable y fotógrafo de excepción, ganadora del premio de honor en la A.F. de Cataluña”. Aquest concurs se celebrava de manera anual i es tracta d’un concurs lliure on no es premia als guanyadors amb cap mena de premi metàl·lic. En primer lloc, repassa les particularitats d’aquest concurs tot dient que l’artista és aquell que accepta la participació en aquests concursos sense la necessitat d’èsser alimentat per un premi en metàl·lic, sinó per l’amor cap a la fotografia. Escau comentar de forma detallada la critica de caràcter essencialista que José de la Higuera dedica a la Carme:
[…] La obra de García de Ferrando es tal vez la fotógrafa que menos delata su condición femenina. Sus fotografías tienen una fuerza activa en el concepto que impulsa, determina y desarrolla la imagen como cosa viva, orgánica, enraizada en la exuberancia de su temperamento artístico. […] a través de ella, puede descubrirse la reflexiva y humana atracción de la mujer por un tema - real o compuesto en su mente para realizarlo después – de visible sensibilidad femenina. La mujer, más que nadie, sabe que todo lo que nace lleva una huella subjetiva interior bien por sentimiento, bien por actitud naturalista. […] En resumen, su visión y diligencia femenina para expresarse artísticamente.
Aquest tipus de crítica, a banda de ser essencialista, és ahistòrica degut a que redueix l’àmplia, original i polivalent trajectòria d'una artista que ha hagut de superar les barreres familiars i institucionals que s'interposaven entre la seva voluntat d’exercir i la professió. Sotmesa a uns judicis que es destinen a atribuir aquests esforços a una suposada sensibilitat innata, imbuïda d’un aura femenina que té com a objectiu (segons la crítica) atenuar l'enèrgica i devastadora força compositiva dels discursos masculins.
Gracias sean dadas a Dios por ello porque las mujeres aportan a nuestras vidas masculinas, no sólo la ternura de su pasiva condición -(...o es esto acaso un espejismo?...)-, sino también la plenitud de sus logros creacionales, su ejemplo vivificador de Deboras fuertes, su originalidad en la expresión distinta a la nuestra su soterrada fortaleza, su luz escondida bajo el clemín, como en una parábola de vírgenes prudentes, para iluminar en el momento necesario nuestra ciega y masculina oscuridad y devolvernos al camino de las correctas estructuras de la vida.
 D'aquesta manera, es redueix la trajectòria d'una artista que ha treballat el retrat social i el psicològic, que qüestiona les estructures dicotòmiques que segreguen a les persones per gèneres i classes, que ha treballat amb la temàtica de paisatge industrial i natural - sempre en contraposició per extreure novament una conclusió-, que es dirigeix a desestabilitzar les afirmacions monoteistes - que vinculen la urbanitat amb el progrés- i que s'ha familiaritzant àmpliament amb el reportatge i la política d'una Espanya profundament franquista i, fins i tot, amb l'esport... Una trajectòria, en definitiva, polivalent, amb unes estratègies fotogràfiques agudes per simular un efecte o altre. Aquest efecte, cerca interpel·lar constantment a l'espectador, remoure consciències i aplegar arguments. Aquest tipus de crítica, suposa un intent més per part del patriarcat de reduir una obra d'importància pesant al tòpic sexista de caràcter essencialista, que afirmaria que la dona és només el complement que atenua el vigor i la violència masculina, que tant espai ocupa en el món de l'art i la cultura.
Veiem, ja que, com la importància de la dona en la fotografia (segons la crítica) ve determinada per la importància mateixa que tenen els discursos sobre els que actua: els masculins.

Al desembre del 1970 se celebra el Primer Concurso Nacional de Fotografia a Madrid, on es concedeixen dos mencions honorifiques als temes Dos de Carmen Garcia de Ferrando i Circo de Moscú de Ana-Rosa Alonso Hegidor. El 21 de gener del mateix any es premia la fotografia de Las huellas de rodaduras de Carme Garcia de Ferrando, on s'elogien les línies de transició que fan les rodes del carro, que es converteixen en un recurs visual que permet passar del tema central a un altre amb menys importància:
[…] en la cual apreciamos ciertamente unas líneas de transición que son las complementan el conjunto. Sin estas huelas de rodadura que se distinguen claramente entre los sujetos de primer término y el perro de fondo, la fotografía aparecería en desequilibrio por el gran vacío existente entre ambos. En cambio, gracias a estas líneas de transición, la vista pasa gradualmente del primer término al del fondo, sin gran esfuerzo y nuestros ojos perciben un conjunto armonioso y agradable de contemplas. Además, debido al punto alto de la toma, dichas líneas también han servido para dar perspectiva y profundidad a la fotografía.
 El novembre del 1971 guanya el primer premi del concurs José A. Ibarz, de la A.F.C, de Melilla. L’actualitat de les figures enquadrades en la imatge no deixen de citar una innegable realitat del present. Alhora la seva obra – afirma la crítica- és ambivalent; es mou sempre entre els binomis, els qüestiona, per això les seves imatges sempre cita a un universal.
Al març del 1972 te lloc el VIII concurs Nacional Femení de Fotografia, la Carme guanyà el primer premi amb la seva fotografia Sobre las olas. Els paisatges marítims seran una constant en la seva obra, sempre hi retornarà amb la voluntat de descobrir noves formes que simulen aquesta fluïdesa que innegablement. Citen qüestions (en essència), traslladables al seu propi llenguatge fotogràfic.
Al gener del 1973 Carmen Garcia de Ferrando i Manuel Cruzado Cazador són inclosos a un dels més importants anuaris de fotografia, publicat en angles sota el títol: Photography Year Book 1973. Al mateix any, va ser premiada pels Premis Nacionals de Fotografia Turística, amb 25.000 pessetes per la fotografia Després del treball del dia (Almeria). Aquesta mateixa fotografia va ser recollida pel diari Pravda així com per l'exposició a Moscou, celebrada al 1966, uns premis que es concedeixen de forma trimestral. El mateix any, per la Nikon International Photo Contest, la seva foto Nazaén queda en tercer premi. Es tracta d’un premi que des de la Nippon Jagaku K.K, responsables de fabricar la sèrie de games Kodak, s'organitza anualment. A l’agost del 1973 la Carme García serà premiada pel Jurat de la URSS amb el diari Pravda per la fotografia Després de la Jornada.
L’abril del 1974 se celebra el X Concurs Nacional de Fotografia, on el governador civil don Tomás Pelayo Ros, acompanyat per la delegada provincial de la Secció Femenina, Montserrat Tey, premien amb 25.000 pessetes l’obra guanyadora de la Carme.
L’abril del 1976 te lloc el XII Concurs Nacional Femení de Fotografia, on el Primer premi (després de l'extraordinari) en blanc i negre, va ser guanyat per la Carme i recompensada amb 15.000 pessetes.
El 29 de setembre del 1980 es torna a presentar al concurs del diari Pravda, per qui es premiada per la seva fotografia Venedor de llenya a Tetuan.
L'Arxiu Fotogràfic de Barcelona va organitzar una exposició retrospectiva titulada: "Carme Garcia. Des del terrat" (a partir de la qual va sortir el catàleg de l'exposició) que va estar oberta des del 14 de juny fins al 27 d'octubre del 2018, gràcies a la donació de l'artista de més de 9.000 fotografies i 18 còpies originals conservades per l'Agrupació Fotogràfica de Catalunya, de la qual, tal com hem vist, ella en va formar part.

### Llibres/ Catàlegs
- CARME GARCIA; Des del terrat. El Cep i la Nansa, 2018 (Barcelona) ISBN 9788417000769
- NASH, M, COLITA. Fotògrafes pioneres a Catalunya. Generalitat de Catalunya, 2005 (Barcelona) ISBN 8439369298
- NASH, M. Feminidades y masculinidades: arquetipos y prácticas de genero. Alianza, 2014 (Madrid) ISBN 9788420689821

### Documentació recuperada de l'Arxiu Fotográfic de Barcelona
- MARCA Y MARCA. J. Mª. (26 de marzo de 1964) Carmen García de Ferrando. Premio <<Luis Navarro>> 1963. La foto y su autor. El Noticiero Universal.
- MARCA Y MARCA. J. Mª (6 de mayo de 1965) El trofeo <<Luis Navarro>> para Juan Dolcet, de Madrid. El concurso y su foto. El Noticiero Universal.
- MARCA Y MARCA. J. Mª (16 de diciembre de 1965) <<Foc Llunyà>>, de Carmen García de Ferrando. El Noticiero Universal.
- Dratxinkii, N. presidente del Jurado Internacional "Interpress-photo 66" Correspondencia a: Carmen García de Ferrando. 1966. Mecanografiado.
- MARCA Y MARCA, J. Mª. (27 de junio de 1967) <<Paisaje Castellano>>, de Carmen Garcia de Ferrando, primer premio del I Nacional de la Agrupación Fotográfica Orensana. El Noticiero Universal.
- Anuario FIAP, Edición 67/68. Correspondencia a: Carmen García de Ferrando. 1967. Mecanografiado.
- BOIX BANEGAS, J. (15 de noviembre del 1968). XI Salon <<Fiestas Navideñas 1968>> Carmen Garcia de Ferrando, obtiene el premio de honor. El Diario Femenino.
- BARRACHINA, P. (sin año) Tribuna de Fotógrafos; Doña Carmen García de Ferrando o la feminidad fotográfica. El Periódico.
- (sin autor) (13 de marzo de 1969). Carmen García de Ferrando obtiene por enésima vez el "Mare Nostrum". El Noticiero Universal.
- MARCA Y MARCA, J. Mª. (16 de octubre del 1969) XXX Concurso Libre de la A.F.C . El Noticiero Universal.
- FORTET GAY, R. (10 de enero del 1970) Realidades del concurso fotografico <<Mare Nostrum>> después de su reestructuración. El Noticiero Universal.
- FORTET GAY, R. (21 de enero del 1970) Las lineas otoños de transición. Su importancia en fotografia. El Noticiero Universal.
- FORTET GAY, R. (28 de abril de 1970) El Trofeo Juan Biarnés de Fotografía sobre el tema <<Deporte>> adjudicado a Carmen García de Ferrando. El Noticiero Universal.
- FORTET GAY, R. (4 de junio de 1970) Por fin, un XVI trofeo Luis Navarro con Personalidad. El Noticiero Universal.
- FORTET GAY, R. (27 de agosto de 1970) En Badalona, la señora García Ferrando y el deporte. Exposición Fotográfica de Carmen García de Ferrando. El Noticiero Universal.
- MARCA Y MARCA, J. Mª. (9 de agosto de 1970). El trofeo Juan Biarnes 1970, para Carmen García de Ferrando. El Noticiero Universal.
- WENNBERG, R.M. (15 de abril del 1970). El Trofeo Juan Biarnés, de fotografía deportiva, fue conseguido por doña Carmen García de Ferrando. La Vanguardia española.
- HIGUERA, J. (16 de mayo del 1971). [entrevista] Tres mujeres que dominan la fotografía. El Noticiero Universal.
- HIGUERA, J. (27 de noviembre del 1971) XXXII CONCURSO LIBRE DE FOTOGRAFIA EN LA A.F.C. Carmen García de Ferrando, mujer incomparable y fotógrafo de excepción; ganadora del premio de honor en la A.F. de Cataluña. El Diario Femenino.
- (sin autor). (23 de enero del 1972). Inauguración de la exposición del IV premio de reportajes fotograficos <<Ramon Dimas>>. El Diario Femenino.
- Diario Pravda. (24 de marzo del 1973). Correspondencia a: Carmen Garcia de Ferrando. (con motivo de: <<Després del treball del dia>>). Mecanografiado.
- (sin autor) (30 de agosto del 1973). Carmen Garcia de Ferrando galardonada en la U.R.S.S Del Internacional de <<Pravda>>. El Diario Femenino.
- Nikon International Photo Contest (28 de febrero del 1974) correspondencia a: Carmen Garcia de Ferrando (con motivo de: ganadora del tercer premio Nikon Contrst 1973 con: <<Pueblo Pescador Nazaret>>.
- MARCA Y MARCA, J. Mª.(1 de enero de 1975) Espectacular éxito internacional de nuestros fotógrafos. FIAP.
- Jurado del concurso fotográfico "Pravda" (29 de setiembre de 1980) correspondencia a: Carmen García de Ferrando. Mecanografiado.
- «Fotògrafes pioneres de Catalunya». [Consulta: 7 gener 2013].